# Roberto Goitre
Roberto Goitre (Torino, 26 novembre 1927 – Piacenza, 17 luglio 1980) è stato un direttore di coro, compositore e docente italiano.

## Biografia
Conclusi gli studi accademici in pianoforte, composizione e direzione di coro, si dedicò alla direzione corale. All'inizio degli anni sessanta, su invito di Marcello Abbado, assunse la cattedra di Musica Corale e Direzione di Coro presso il Conservatorio Giuseppe Nicolini di Piacenza, dove insegnò sino al termine della sua vita.
La didattica musicale e lo studio dei principî della pedagogia musicali di Zoltán Kodály diventeranno negli anni Settanta il fulcro delle sue ricerche, tanto che Goitre passerà molto tempo in Ungheria per approfondire i suoi studi. Approfondì inoltre la conoscenza di quel melos di tradizione orale, sia ungherese che italiano, che utilizzerà in seguito per gli esempi e gli esercizi del suo più celebre lavoro: il metodo didattico Cantar leggendo, pubblicato nel 1972 dalla casa editrice Suvini Zerboni di Milano.
Tale metodo costituirà il nucleo di una nuova pedagogia musicale il cui percorso intende seguire il bambino sin dai primi anni di vita e, come avviene per il linguaggio parlato, accompagnarlo nell'acquisizione di una vera e propria madrelingua musicale.
Tra il 1968 e il 1980 Goitre applicherà i suoi studi pedagogici ai cori di voci bianche da lui fondati: I Piccoli Cantori di Torino e, successivamente, il Coro Farnesiano di Piacenza.
Goitre dedicò tutta la vita alla didattica e alla musica corale, tanto che fu proprio lui, all'inizio degli anni Settanta, a fondare la rivista La Cartellina,  importante organo di informazione nell'ambito della musica corale e della didattica. Diretta dopo la morte di Goitre (1980) e fino al 2004 da Giovanni Acciai, essa ha attualmente cessato le pubblicazioni.
Nel 1971 curò assieme ad Angelo Paccagnini le musiche dello sceneggiato televisivo I Buddenbrook, componendo appositamente la canzone Ah, Maria!.
È sepolto nel Cimitero monumentale di Torino.

## Il metodo didattico
Durante gli studi in Ungheria, nel 1968, Roberto Goitre si meravigliò nel constatare come tutti fossero in grado di leggere con facilità la musica a prima vista grazie all'opera pedagogica di Zoltán Kodály.  
Perciò decise di reintrodurre in Italia la solmisazione Tonic Sol-fa che fondava le sue radici nelle teorie di Guido d'Arezzo, già codificata e raffinata da John Curwen e infine ripresa dallo stesso Kodály.
Goitre la rielaborò profondamente, al fine di adattarla alle esigenze didattiche, e in particolare la semplificò trasformandola da esacordale a solmisazione per ottava. Il metodo consisteva nel fissare sul rigo la posizione del Do variabilmente rispetto a quella della tonica del brano in analisi, consentendo un approccio più immediato nella distinzione e nella definizione degli intervalli. I suoni venivano, in altre parole, indicati in base alla loro funzione intervallare anziché in base alla loro altezza assoluta.
Cadeva quindi il concetto di "tonalità nominata" (quella distinguibile dagli accidenti in chiave, per intenderci), bensì sopravviveva solamente un'unica "tonalità universale", posizionata in maniera diversa nell'ambito del rigo a seconda dell'altezza della tonica, che nel metodo Goitre è sempre la nota Do. In altre parole, invece di cantare pronunciando il nome delle note reali, nel caso di una tonalità diversa da quella di do maggiore o della relativa minore (la minore), si cantano tutte le melodie come se fossero in do maggiore (o in la minore), partendo però con l'intonazione del suono reale indicato. 
La solmisazione di Goitre, nell'ambito dell'ottava, permette anche una facile lettura delle modulazioni, in quanto implica solamente lo spostamento della posizione del Do, chiamato per questo motivo mobile. 
Sempre traendo ispirazione dall'azione didattica di Kodàly, a partire dal 1968, Goitre attuò in Italia un rinnovamento pedagogico-didattico musicale sia nella sperimentazione scolastica sia nella formazione musicale degli insegnanti. In particolare, si impegnò in una ricerca didattica per avviare alla musica i più piccoli, che si risolse nell'uso didattico del canto popolare. Questa scelta si fonda su due assunti teorici: "la musica è un linguaggio" e "il linguaggio è una musica", che esprimono l'indissolubile legame tra parola e suono. Tutto il metodo didattico di Goitre si fonda sull'importanza di questo legame, dimostrato dalle analogie tra le strutture e i meccanismi costitutivi e tra l'itinerario di sviluppo dell'apprendimento di tali linguaggi. In questo quadro teorico il canto popolare infantile, in particolare, si presta all'utilizzo didattico con lo scopo di favorire l'apprendimento di entrambi i linguaggi, in virtù delle sue caratteristiche fondamentali, quali:
- melodie che si muovono su intervalli di 3a minore discendente 2a, 4a, assimilabili alle prime lallazioni del linguaggio verbale
- andamento ritmico e melodico semplici, e perciò facili da imitare
- ripetitività, che consente una recepibilità e assimilabilità più rapida
- assonanze, rime, allitterazioni, espressioni formulaiche, onomatopee, che ne favoriscono la memorizzazione.

In definitiva, con il canto popolare si aiuta il bambino ad inserirsi nel suo habitat linguistico-musicale naturale, ma si mantiene anche vivo il dialetto e si ricordano usi e costumi locali come pietre miliari della storia culturale dell'uomo.
Per quanto riguarda la metodologia didattica attraverso cui approcciare al canto popolare infantile, Goitre predilige il gioco, che non è solo una strategia per interessare i bambini (mezzo), ma è anche una modalità di apprendimento (fine).

## Pubblicazioni
- 1972 - Cantar leggendo: con l'uso del do mobile, ed. Suvini Zerboni (Nuova edizione a cura di Giorgio Guiot, Milano 2010) ISBN  979-0215600645
- 1980 - Canti per giocare, (con Ester Seritti), ed. Suvini Zerboni ISBN 978-88-32262-05-6